# Poromitra crassa
Poromitra crassa is een straalvinnige vissensoort uit de familie van grootschubvissen (Melamphaidae). De wetenschappelijke naam van de soort is voor het eerst geldig gepubliceerd in 1980 door Parin & Ebeling.